# Esther Sandoval
Esther María González, conocida como Esther Sandoval (Ponce, 28 de diciembre de 1927 - Río Piedras, 6 de febrero de 2006), fue una actriz puertorriqueña de cine, radio y televisión.

## Biografía
Sandoval nació como Esther María González en la ciudad de Ponce, donde recibió su educación primaria y media. Después de graduarse de Salinas High School, asistió al Colegio de Percy Ponce (Percy Colegio de Ponce) y obtuvo un título en ciencias secretariales.
Sandoval comenzó a trabajar para El día, un periódico local en Ponce. Entró en contacto con el campo de las comunicaciones cuando se fue a trabajar como secretaria de Emilio Huyke en la estación de radio WPAB. Audicionó y fue nombrada directora de un programa dirigido a un público femenino. En 1949, le informó a sus padres que quería ser artista y se fue a San Juan (Puerto Rico) a pesar de las protestas, donde trabajó para Ángel Ramos en Radio El Mundo, que más tarde se conoció como WKAQ. Adoptó el apellido "Sandoval" por la actriz argentina Queca Guerrero. Sandoval obtuvo papeles en radionovelas y se hizo conocida en Puerto Rico.
En 1954, Sandoval se convirtió en una pionera de la televisión de la isla cuando participó, junto a Mario Pabón, Lucy Boscana en la primera novela televisada Ante la ley, que fue transmitida a través de Telemundo. La telenovela fue un escándalo nacional en Puerto Rico porque en una escena ella besó a Pabón su coestrella en la boca, un acto totalmente desconocido en esos días.
Sandoval posteriormente viajó a la ciudad de Nueva York, donde se unió a Miriam Colón en su grupo de teatro "El Círculo Dramático". Más tarde fundó su propio grupo de teatro y la llamó "Sala Experimental del Teatro". Mientras se encontraban en el Hotel Lucerna de Nueva York produjo y protagonizó Té y Simpatía  y  ¿Dónde está la Luz ? . Antes de regresar a Puerto Rico, Sandoval hizo varias presentaciones en el Teatro de Puerto Rico.
En 1959, Sandoval regresó a la isla y se casó con Ivan Goderich, a   director musical. Tuvieron dos hijas: Yara e Ivonne Goderich. Ivonne seguiría los pasos de su madreal convertirse en actriz. Ella continuó trabajando en telenovelas, como Bodas de Sangre, La Novia, La Rosa Taluada, Un Tren Tranvía Llamada Deseo, de Santa Juana de América y Los soles truncos, donde actuó al lado de su hija Ivonne y su yerno Xavier Cifre. 
También prestó su voz en la traducción al español de las películas. Ella hizo la voz de Joan Crawford, Barbara Stanwyck y Rosalind Russell. En 1978, fue reconocido su papel secundario en la telenovela de Telemundo Cristina Bazán, junto con José Luis Rodríguez y Johanna Rosaly. En 1979, participó junto a Norma Candal, Alicia Moreda, Gladys Rodríguez y Otilio Warrington en la película Dios los Cría de Jacobo Morales, donde interpretó el papel de una prostituta.

## Años posteriores
A finales de 1990, Sandoval sufrió complicaciones con las condiciones de salud que le aquejaban.  La enfermedad de Alzheimer, diabetes crónica y hemorragia cerebral, que dejó parte de su cuerpo paralizado. Por un largo período estuvo recluida en el Hospital Antillas de Río Piedras. Falleció el 6 de febrero de 2006. Sus restos fueron incinerados el 10 de febrero cumpliendo con su último deseo.

## Algunas obras[3]
- La Otra (1980)
- Dios los cría (1979)
- Cristina Bazán (1978)
- Las pasiones infernales (1969)
- Los traidores de San Ángel (1967)
- Thunder Island (1965)
- El monstruo del mar encantado (1961)

## Premios y reconocimientos
Según El Voce]], Sandoval recibió muchos premios y reconocimientos, entre ellos:
- Mejor Actriz y Mejor Actriz del Año (1955)
- Coqui de Oro a la mejor actriz (1966)
- Golden Aqueybana (1968 y 1974)
- Seleccionado entre los más distinguidos mujeres puertorriqueñas durante la celebración del Año Internacional de las Mujeres
- El premio Golden Coral del Festival del Nuevo Cine Latino en La Habana por su papel en Dios los Cría
- La Asamblea Legislativa de Puerto Rico aprobó una pensión vitalicia para ella en 1998 en honor a sus valiosas contribuciones al teatro puertorriqueño
- El Instituto de Cultura Puertorriqueña dedicó su 46 ª Festival de la industria del cine puertorriqueño a ella (1998)